# Yttilä
Yttilä é uma vila no município de Säkylä, na região de Satakunta, na Finlândia.

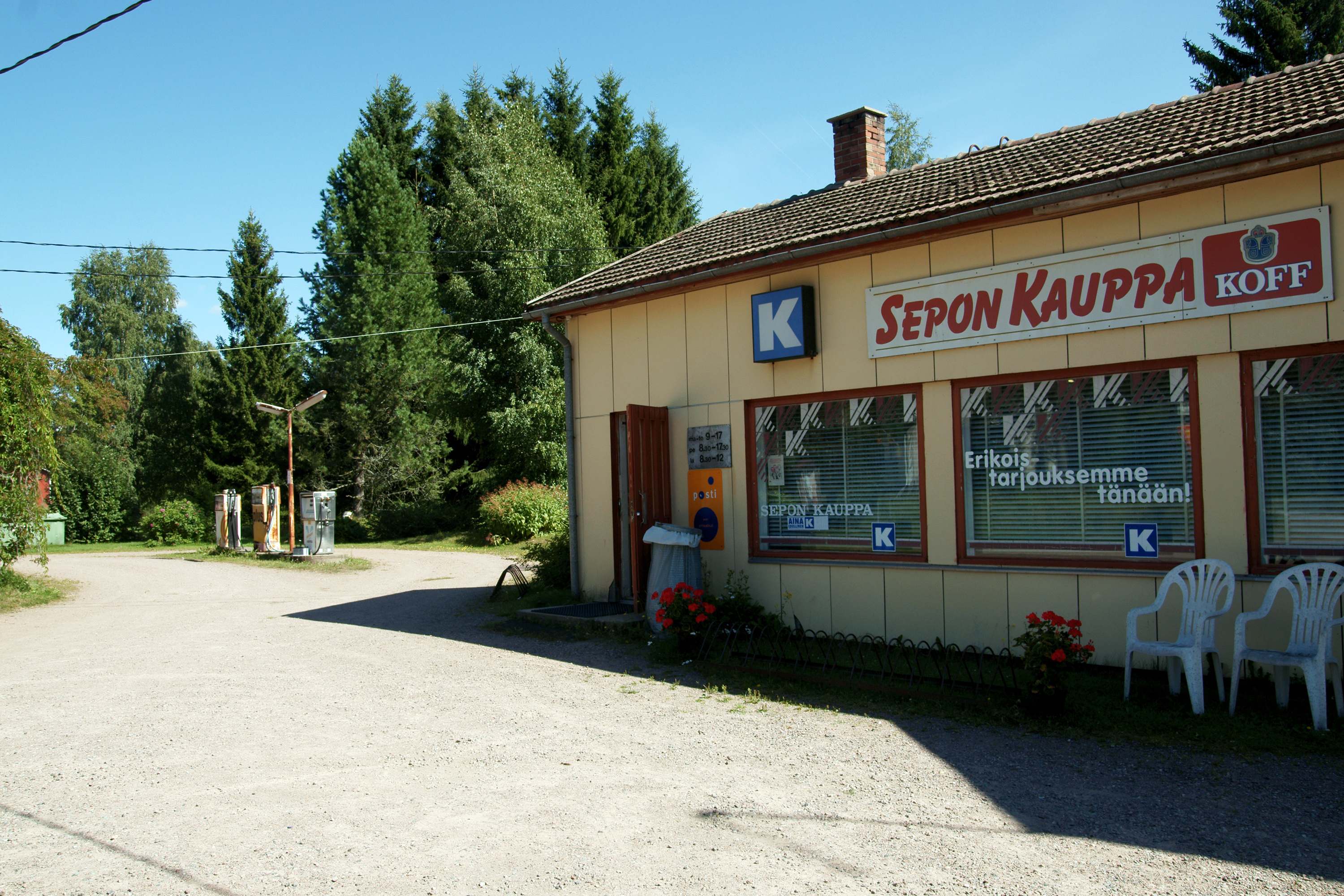
Loja e estação de serviço Sepon Kauppa em agosto de 2011

## Igreja
Localizada ao norte, a igreja da vila possuí um adro contendo várias sepulturas que datam da Segunda Guerra Mundial .